# Frontière entre le Cambodge et le Vietnam
La frontière entre le Cambodge et le Vietnam a fréquemment fait l'objet de contentieux territoriaux depuis le XVe siècle, date du début du déclin de l’empire khmer, conjugué à l’émergence du Đại Việt en tant que puissance locale.
Plus que deux pays, elle délimite deux mondes, celui communément appelé de « l’Asie brune » et représenté ici par le Cambodge theravādin, et « l’Asie jaune » du Viêt Nam confucianiste.

## Historique

### La marche vers le sud du Viêt Nam (jusqu’en 1859)

Le sud-est de l'Asie vers 1100 avec les aires de contrôle approximatives du Đại Việt (Vietnam), du royaume de Champa et de l'empire khmer.

La configuration actuelle du Viêt Nam prend forme à partir du XVe siècle à la suite du conflit entre les dynasties des Trinh et des Nguyễn qui impose à ces derniers d’étendre leur territoire par une « marche vers le Sud » (Nam tiến) qui débouchera sur l’annexion du royaume de Champa. À partir de la première moitié du XVIIe siècle, l’expansion continue et se fait au détriment cette fois du Kampuchéa Krom (plus tard appelé Cochinchine, et correspondant au Sud du Viêt Nam actuel), jusque-là terre khmère, où s'installent dès 1622 des colons Viêt.
Cette progression, stimulée par une forte pression démographique, se fit à marche forcée et, d’après Nayan Chanda, un chercheur et journaliste indien, « les Vietnamiens avaient un appétit d’ogre ; en l’espace d’un siècle, entre 1650 et 1750, tout le bassin du fleuve Vàm Cỏ et l’ensemble du delta du Mékong, y compris le village de pêcheurs de Prey Nokor (qui deviendra plus tard Saïgon) furent annexés par le Viêt Nam ».

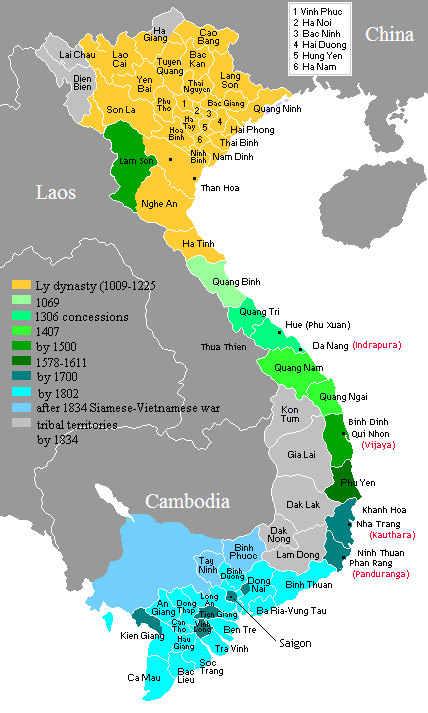
La progression vietnamienne vers le sud.

L’occupation démarre de manière douce, par l’installation de colons dans les zones inhabitées, puis, au fur et à mesure que les faiblesses de l’empire khmer se font plus criantes, la présence se fait de moins en moins discrète. Des interventions militaires, faites souvent à la demande de factions cambodgiennes, pour régler des crises dynastiques ou pour lutter contre des incursions siamoises, renforcèrent la présence annamite. En 1691, par exemple, à la faveur de troubles pour la succession du roi Ang Nan, l’intervention se clôt par l’annexion pure et simple des provinces de Già Dinh, Prey Nokor, Bà Rịa et Đồng Nai. En 1732, c’est au tour de Vĩnh Long et Mỹ Tho d’être rattachées. À la fin du XVIIIe siècle, la révolte des Tây Sơn provoque un nouvel afflux de réfugiés qui fuient la guerre et s’installent dans le delta du Mékong où ils resteront une fois la crise passée. Les choses évoluent à partir de 1834 et les mesures d’assimilation forcée de l’empereur Minh Mạng qui déporte la famille royale et fait du Cambodge la « province de l’Ouest pacifié », administrée par des fonctionnaires venus de Hué. Des troubles éclatent et les Cambodgiens demandent l’aide du Siam pour se débarrasser de la tutelle annamite. Mais les troupes de Bangkok se comportent elles aussi en pays conquis et la cour d’Oudong doit rappeler l’Annam à la rescousse. La situation débouchera en décembre 1845 sur un accord par lequel les Siamois et les Annamites conviennent d’administrer conjointement le Cambodge. Un tel accord ne pouvait que favoriser la poursuite de la colonisation du sud de l’actuel Viêt Nam.
Même si par ce traité le roi Ang Duong avait dû accepter la cession du delta du Mékong, à l’arrivée des Français, en 1859, les territoires n’étaient pas clairement délimités ; au nord, ils étaient séparés par des zones peuplées de minorités ethniques dont certaines payaient tribut à l’empereur d’Annam, d’autres au roi du Cambodge tout en cohabitant dans les mêmes régions ; au sud, les deux communautés partageaient là aussi le même territoire où les zones de peuplement Viêts reconnaissant l’autorité de Hué alternaient avec celles où résidaient les Khmers qui continuaient à payer tribut au souverain d’Oudong. Toutefois, contrairement au Nord, les deux habitats étaient isolés l’un de l’autre et les relations entre Khmers et Viêts semblent avoir été rares. En décidant de fixer des limites clairement définies entre les deux territoires, les Français avalisaient les annexions opérées les siècles précédents, mais que malgré le traité de 1845 – signé sous la contrainte - les Cambodgiens n’avaient jamais reconnues et auront du mal à reconnaître dans le futur.

### L’Indochine française (1859-1954)

Carte de l'Indochine française.

L’établissement de l’Indochine française, outre la modification des statuts juridiques des entités territoriales entraîne néanmoins un relatif arrêt de la progression annamite, même si à ses débuts l’administration coloniale procède à des « aménagements », la plupart au détriment du royaume khmer. Au sud, la frontière grossièrement définie vers 1870 est affinée au fil des années, mais là aussi généralement en défaveur du Cambodge. Ce fut d’abord un territoire situé entre Prey Veng et Tây Ninh, presque exclusivement peuplé de Khmers qui fut rattaché à la Cochinchine avant, en 1893, que les cantons de Lộc Ninh et Phước Lê soient à leur tour mis sous le contrôle des autorités de Hanoï, désireuses d’étendre les plantations de la colonie. Plus an nord, lorsque le Siam se voit contraint en 1904 de restituer la province de Stoeng Treng, sa partie orientale est rattachée à l’Annam et devient la province de Đắk Lắk. Le 21 décembre 1911, c’est par contre une petite zone Jaraï à l’est de Lumphat qui est incorporé au Cambodge. La frontière ne fut définitivement fixée qu’en 1914 et ne faisait que confirmer les annexions successives opérées par l’administration coloniale, même si exception à la règle, le district de Cai Cay, dans l'actuelle province de Svay Rieng est rétrocédé au Cambodge. Après l’arrêté de 1914, l’irrédentisme khmer sera mis en sommeil jusqu’à la seconde Guerre mondiale et il semble que les troubles anticolonialistes qui secoueront le Cambodge se concentreront sur les questions fiscales et n’aborderont pas celle des frontières.
Au début des années 1940, avec l’affaiblissement de la France, les attentes cambodgiennes refont surface. C’est d’abord Norodom Sihanouk qui profite du coup de force japonais du 9 mars 1945 pour demander aux autorités nippones de rediscuter la question des frontières, mais la requête reste lettre morte. Peu après, quand les Français reviennent et veulent faire de leurs possessions indochinoises des États associés - aux pouvoirs limités - au sein d’une « Union française » qu’ils viennent de créer, le Cambodge réaffirme ses prétentions. Alors qu’il semble plus que probable que la Cochinchine va être attribuée au Viet Nam, Sihanouk, conseillé par Son Ngoc Thanh, l’ancien Premier ministre du gouvernement mis en place par les Japonais et originaire du delta du Mékong, affirme que si le Cambodge avait cédé ce territoire à la France en échange de sa protection, l’accord ne concernait pas l’Annam et son successeur vietnamien. Les Français répondaient que la Cochinchine ne leur avait pas été cédée par les souverains d’Oudong mais en 1862 et 1874 par l’empereur de l’Annam et que le Cambodge n’avait formulé aucune réserve sur des frontières lors du traité de protectorat de 1863.
Le royaume khmer de son côté ne pouvait s’appuyer que sur une lettre d’Ang Duong à l’empereur Napoléon III de 1856 dans laquelle le premier nommé dénonçait l’annexion de certaines provinces, et par une promesse de rétrocession que l’amiral de La Grandière, alors gouverneur de la Cochinchine, aurait faite en 1864 au roi Norodom Ier. Malgré ces protestations, le territoire sera rattaché au nouvel État du Viêt Nam par une loi du 4 juin 1949. Marie Alexandrine Martin fait à ce propos remarquer que la demande cambodgienne arrivait alors que la France avait déjà décidé de créer un État fort dirigé par Bảo Đại et destiné à contrebalancer l’influence communiste dans le Nord. Un tel État, qui aurait dû composer avec l’ascendance du Việt Minh sur le Tonkin et le nord de l’ancien protectorat de l’Annam, pour avoir un semblant de crédibilité, se devait d’inclure la Cochinchine, une région qu’Hô Chi Minh réclamait en vain depuis longtemps. Une clause de la loi de 1949 (l’article 3) prévoyait bien que le rattachement serait nul et non avenu si le statut du territoire (État associé au sein de l’Union française) venait à changer mais rien ne permet d’affirmer qu’il s’agissait d’une prise en compte des réserves cambodgiennes ou d’une manière de se prémunir contre des tractations entre Vietnamiens visant à écarter Bảo Đại et à offrir la Cochinchine à Hô Chi Minh.

### Les indépendances et la deuxième guerre d’Indochine (1954-1975)

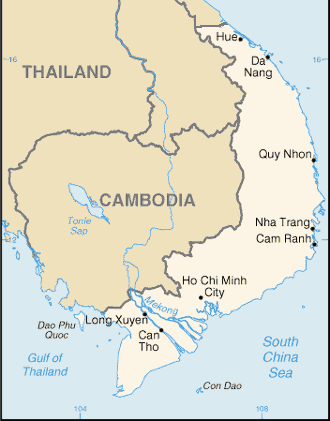
La République du Viêt Nam issue des Accords de Genève, en 1954.

La question est à nouveau formulée lors des accords de Genève, en 1954, mais ne rencontrera pas plus d’écho auprès des autres intervenants soucieux de ne pas laisser les tractations s’éterniser. Peu après, les incidents se développent sur l’ensemble du tracé, d’abord le fait d’opposants au régime de Diệm qui se réfugient au Cambodge où ils sont poursuivis par les troupes sud-vietnamiennes. L’affaire est portée devant la Commission Internationale de Contrôle instituée à Genève pour veiller au respect des accords, mais celle-ci ne peut que constater le problème. Dans le même temps, Sihanouk se rend le 3 août 1959 à Saïgon où il propose de renoncer aux droits du Cambodge sur le delta du Mékong en échange d’une reconnaissance de la frontière, mais les exigences de Ngô Đình Diệm font capoter les pourparlers.
Les positions cambodgiennes sont alors marquées par une certaine ambiguïté. Ainsi, le royaume signe la déclaration finale de la conférence du mouvement des non-alignés du Caire, début octobre 1964, par laquelle il s’engage notamment à « respecter les frontières telles qu’elles existaient lorsque ces États ont accédé à l’indépendance », le représentant cambodgien ajoutant : « si défavorables que soient pour nous ces frontières, nous les acceptons ». Mais dès janvier 1965, dans une lettre à l’ambassadeur de France à Phnom Penh, le ministre cambodgien des Affaires étrangères revient aux thèses irrédentistes de Sarin Chhak et annonce que « le gouvernement royal du Cambodge voudrait rappeler son droit de propriété sur la Basse Cochinchine … dont le statut de terre cambodgienne reste immuable ».
Sur le terrain, la situation s’était envenimée depuis le début des années 1960, quand le Front national de libération du Sud Viêt Nam (FNL), nouvellement créé, multipliera les bases de repli dans la jungle cambodgienne, bases qui seront régulièrement attaquées par l’armée de Saïgon ; les deux protagonistes agissent sans se soucier des protestations du gouvernement khmer. L’un des épisodes les plus dramatiques en sera très certainement l’attaque au napalm, le 19 mars 1964, du village cambodgien de Chantrea par l’aviation sud-vietnamienne. La même année, la rupture des relations entre Phnom Penh et Washington ne fait qu’envenimer le problème. En échange d’une reconnaissance des frontières par Hanoï et Pékin – qui n’ont aucune limite commune avec le Cambodge – et quelques avantages divers, Sihanouk accepte de laisser transiter par son territoire l’aide aux maquis sud-vietnamiens – en fait le transport était déjà effectif depuis un certain temps. Mais cela ne fera qu’accroître les problèmes et le prince ne pourra que constater avec impuissance que les zones frontalières échappent irrémédiablement à son contrôle. Finalement, là aussi contre reconnaissance des frontières, les relations avec les États-Unis sont rétablies le 11 juin 1969. Mais moins d’un an plus tard, la crise connaîtra une nouvelle évolution. Le 11 mars 1970, des émeutes anti-vietnamiennes à Phnom Penh aboutissent à la mise à sac des ambassades du Gouvernement révolutionnaire provisoire de la république du Sud Viêt Nam – pro communiste - et de la république démocratique du Viêt Nam. Norodom Sihanouk, alors en séjour en France, décide de rentrer en passant par l’URSS et la Chine, vraisemblablement pour demander à ces deux pays de faire pression sur leur allié du Việt Minh pour que celui-ci allège sa présence dans le royaume khmer. Alors qu’il est sur le chemin du retour, il est déposé par le Premier ministre Lon Nol qui donne trois jours aux troupes du FNL et du Nord-Viêt Nam pour quitter le territoire. Loin d’obtempérer, les unités du Viêt Minh restent et enregistrent le renfort de poids du souverain récemment déchu qui depuis Pékin conclut un accord avec les partisans khmers rouges qui la veille encore étaient ses ennemis jurés. La guerre civile cambodgienne, jusqu’alors circonscrite aux zones frontalières et à quelques portions de jungle isolées gagne l’ensemble du pays et la frontière devient une ligne de front. Si à ses débuts le nouveau gouvernement de Phnom Penh suivra une politique résolument xénophobe qui se traduira par de véritables pogroms contre la population d’origine vietnamienne, il devra rapidement y mettre un terme, l’aide militaire américaine nécessaire à sa survie étant constituée pour une part importante de troupes en provenance de Saïgon. Les unités khmères rouges, pour leur part, ne sont pas en reste et à partir de 1972, les accrochages entre maquisards cambodgiens et leurs alliés vietnamiens se multiplient, conduisant ces derniers à se cantonner près de la frontière. Quand, en 1975, les communistes prennent le pouvoir à Phnom Penh et Saïgon, les revendications cambodgiennes sur la Cochinchine ont peu de chance d’être entendues par des Vietnamiens pour qui le territoire apparaît comme un but de guerre chèrement acquis.

### La troisième guerre d’Indochine (1975-1989)

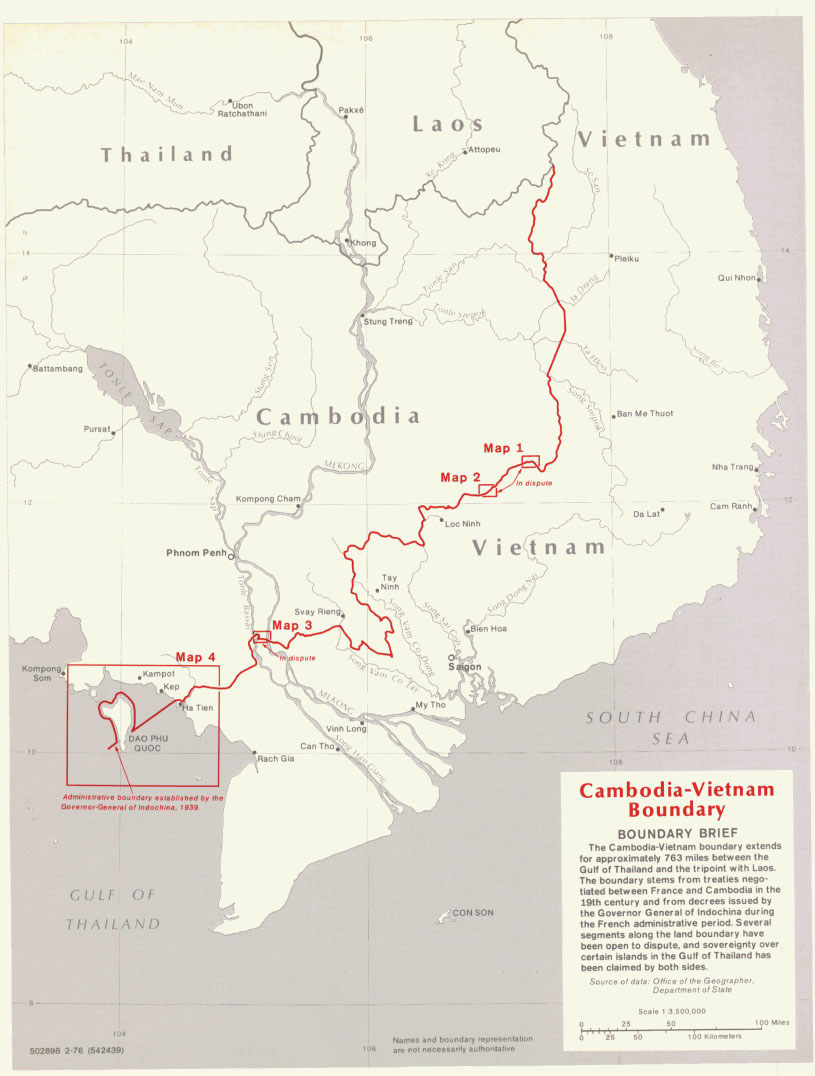
Frontière entre le Cambodge et le Viêt Nam en 1976.

Le nouveau régime khmer rouge, une fois au pouvoir, poursuit sa politique ultranationaliste. Les incursions cambodgiennes dans les zones contestées se font de plus en plus fréquentes et débouchent sur des massacres de populations civiles d’une indicible horreur. Ces attaques provoquent le désarroi chez les Vietnamiens où malgré les témoignages qui affluent depuis 1972, la propagande a du mal à justifier une lutte fratricide entre deux pays communistes. Les dirigeants de Hanoï préfèrent attribuer ces débordements à des chefs locaux incontrôlés.
L’autre point d’achoppement concernait les eaux territoriales. Phnom Penh demandait le respect de la ligne Brévié - du nom de Jules Brévié, l’ancien administrateur colonial qui l’avait définie dans les années 1930 – alors que Hanoï s’y refusait, prétextant que cette limite avait été fixée arbitrairement, sans tenir compte des spécificités locales. Dans ce contexte, l’ile vietnamienne de Phú Quốc fut brièvement investie par une escouade khmère rouge alors que de leur côté les Bô Dôi occupaient, eux aussi temporairement, certaines îles cambodgiennes de l’archipel des Wai.
Le gouvernement de Pol Pot tente néanmoins de maintenir une façade de relations amicales avec le Viêt Nam, sans pour autant entraîner le Kampuchéa démocratique sur la voie des concessions. En mars 1976, il prononce un discours lors d'une réunion des dirigeants du parti communiste du Kampuchéa, qualifiant le Viêt Nam de « dragon noir qui crache son venin ». En avril 1976, les deux partis communistes conviennent de négocier un traité sur la frontière Cambodge-Viêt Nam mais les négociations, le mois suivant, achoppent notamment sur le dossier de la frontière maritime, et les rencontres suivantes sont repoussées sans plus de précision. Le sommet annoncé pour le mois de juin n'a finalement jamais lieu. Malgré les amabilités des dirigeants khmers rouges envers leurs homologues vietnamiens, la propagande interne du Kampuchéa démocratique est d'une hostilité grandissante envers le Viêt Nam. En juin 1977, le ministère des affaires étrangères cambodgien publie une brochure destinée à prouver que la perte du Kampuchéa Krom est l'œuvre des autorités royales du passé et des colonisateurs français, au profit des « avaleurs vietnamiens de territoire cambodgien ».
Les débordements continuent et il semble que le massacre de Tây Ninh ait servi de déclencheur. Les tentatives de négociations firent alors place à la riposte militaire. Après quelques attaques ponctuelles qui ne modifient pas l’intransigeance khmère rouge, l’armée populaire vietnamienne déclenche une offensive générale qui renverse le régime de Pol Pot. La guerre entre le Cambodge et le Viêt Nam débute et conduit à une occupation de fait du Cambodge durant les dix prochaines années. La République populaire du Kampuchéa est mise en place, mais totalement tributaire du pouvoir de Hanoï, elle ne sera pas en mesure de s’opposer efficacement à la vague d’immigration réelle ou supposée en provenance du Vietnam ou à lutter contre les modifications de frontière. La question fera l’objet de plusieurs traités en 1982, 1983 et 1985, mais qui ne seront pas considérés comme valables par la communauté internationale qui n’avait pas reconnu la République populaire du Kampuchéa. Néanmoins les tractations seront gelées au début des années 1990 par le processus de paix et, s’il fut un temps question de demander à l’Autorité provisoire des Nations unies de procéder à la délimitation, l’idée devra être rapidement abandonnée à la demande de la Thaïlande.

### Période récente (depuis 1990)

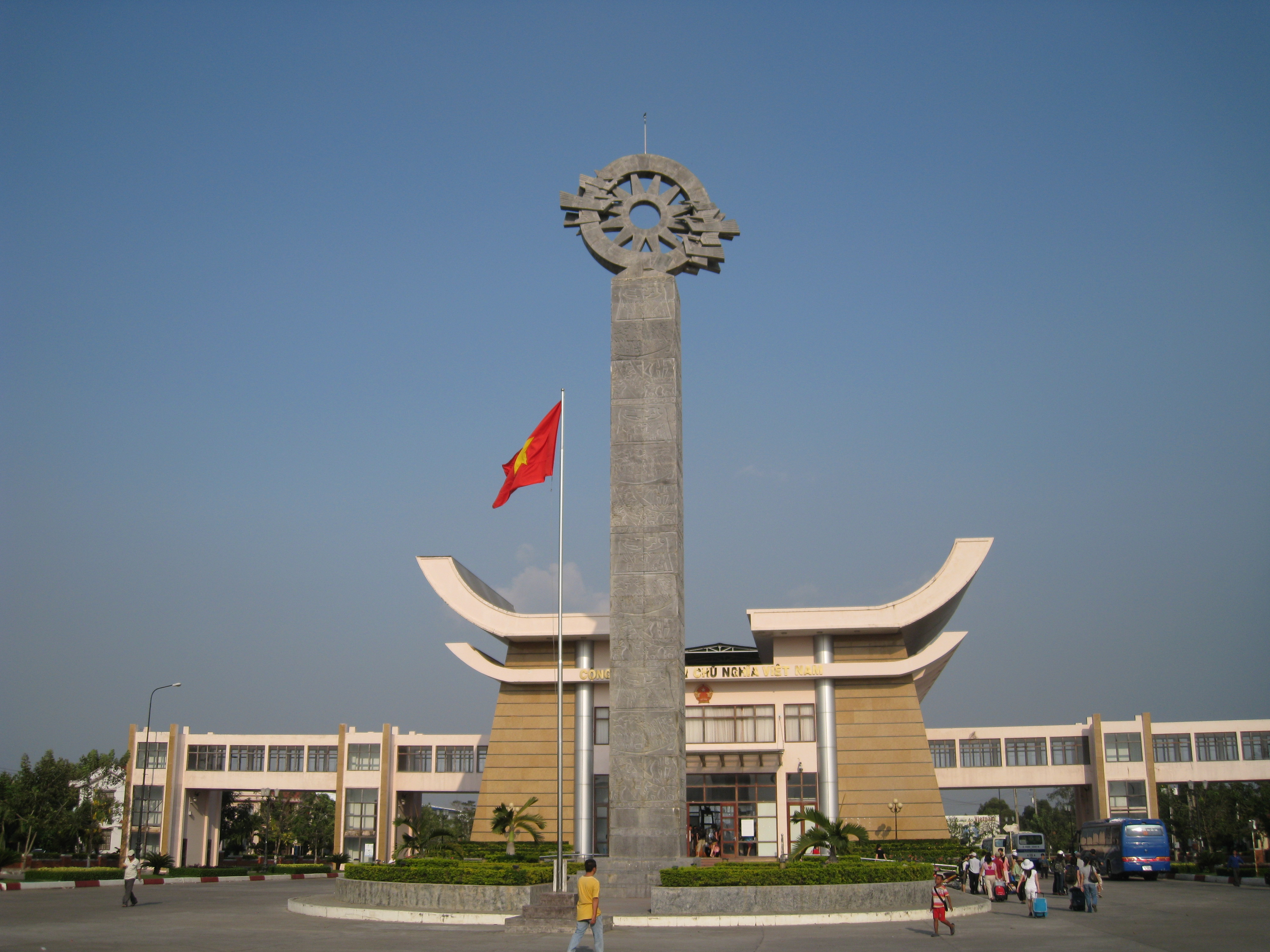
Poste vietnamien de Mộc Bài, point de passage sur la route reliant Hô Chi Minh-Ville à Phnom Penh.

Après les élections de 1993 et la mise en place d’un gouvernement bicéphale, la situation se fige. Les partisans de Norodom Ranariddh, 1er Premier ministre du Cambodge, militent pour la fermeté, alors que ceux de Hun Sen, 2e Premier ministre et dirigeant de la défunte république populaire du Kampuchéa, préféreraient opter pour la conciliation avec leurs anciens mentors vietnamiens. Les réunions entre dirigeants se font rares et ne débouchent que sur des déclarations de bonnes intentions qui ne sont suivies d’aucun effet. Sur le terrain, les incidents se multiplient, notamment dans la province de Svay Rieng et sont exploités par l’opposition nationaliste qui reproche aux membres du Parti du peuple cambodgien de Hun Sen de faire peu de cas de l’intégrité territoriale, sujet ô combien sensible chez la plupart des Khmers.
Jean-Claude Pomonti, correspondant du journal Le Monde, dans un article du 19 février 1994, soulignait la crainte de nombreux observateurs au cas où l’instabilité gouvernementale au Cambodge perdurait, à savoir que « les surenchères nationalistes y refassent surface, ce dont la communauté vietnamienne pourrait faire les frais … En 1993 déjà, les Khmers rouges avaient lancé une campagne antivietnamienne qui avait fait des dizaines de victimes et provoqué l’exode des pêcheurs vietnamiens du Tonlé Sap. Seul Sihanouk était intervenu publiquement pour calmer le jeu ».
La communauté vietnamienne a d’ailleurs souvent été et est toujours perçue par certains éléments de la classe politique de Phnom Penh comme une preuve de la volonté de Hanoï de coloniser le Cambodge et « l’âme khmère ». Cette théorie a d’ailleurs plusieurs fois dégénéré en massacres, notamment en 1970, 1975 et 1993. On peut aussi citer sur le même thème l’article de Libération du 2 janvier 1978 qui déjà faisait état d’accusations khmères rouges sur un supposé « plan de 30 ans » visant à « s’emparer du Kampuchéa en y infiltrant des millions d’hommes pour dominer les Khmers ».

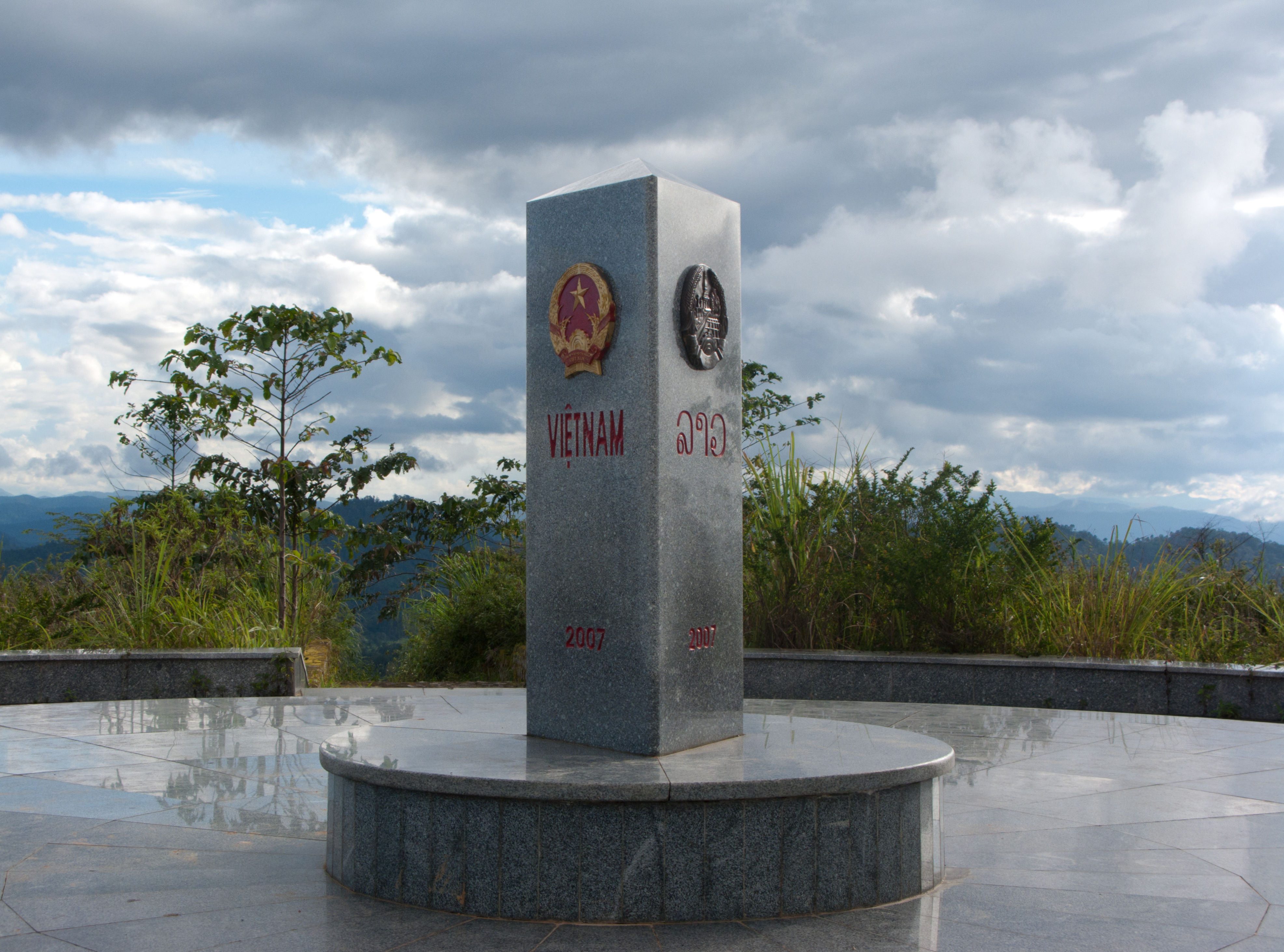
La borne qui, au nord de la frontière, sépare les provinces cambodgienne de Rotanah Kiri, laotienne d’Attapeu et vietnamienne de Kon Tum.

Les tractations reprennent au début des années 2000, et, le 10 octobre 2005, le Viêt Nam et le Cambodge signent un nouvel accord qui complète le traité de délimitation de la frontière de décembre 1985 que les Khmers jugeaient inacceptables. Mais l’opposition par le biais d’une importante campagne médiatique, proteste contre ce nouvel arrangement. Norodom Sihanouk lui-même montre sa désapprobation en démissionnant dès août de la même année de son poste de président du Conseil national supérieur chargé des frontières.
Le Viêt Nam a émis plusieurs réserves sur des terres qui d’après le traité était considérées comme cambodgiennes, ce qui fut assimilé à des tentatives d’empiètements. Si on se fiait à un vieux décret d’un administrateur colonial français, le Cambodge devait rendre deux villages au Viêt Nam en échange de deux autres, Thlok Trach et Anlung Chey, déjà rattachés au district de Ponhea Kraek dans la province de Kampong Cham et qui, d’après le traité de 1985 étaient considérés comme cambodgiens. Il n’a par contre pas été permis de savoir quels étaient les deux villages que le Cambodge aurait dû rendre.
La question se réglera, mais une nouvelle affaire sera portée sur le devant de la scène médiatique quand, le 25 octobre 2009, Sam Rainsy, le principal opposant au gouvernement de Phnom Penh, déterre une borne frontière provisoire dans la province de Svay Rieng afin de protester contre l’absence de prise en compte des griefs qu’il avait précédemment formulés concernant des empiétements vietnamiens du territoire cambodgien. Cet acte lui vaudra un exil de plus de trois ans et diverses condamnations par contumace prononcées par des tribunaux cambodgiens.
En 2011, afin de mettre un terme aux controverses, le gouvernement cambodgien décide de hâter le processus de délimitation et de bornage de la frontière. Le 12 juin 2012, à la jonction entre les provinces de Kampot et Kiên Giang, une cérémonie solennelle est organisée, au cours de laquelle Nguyễn Tấn Dũng et Hun Sen, premiers ministres vietnamien et cambodgien, dévoilaient la borne 314 qui clôturait le travail de délimitation. En 2019, à la suite d'un accord, 84 % de la frontière entre les deux pays sont l'objet d'un consensus des deux partis, ce chiffre passe à 90 % en 2022 grâce à un accord supplémentaire.